# The Brothers Grimm (film)
The Brothers Grimm is een Europees-Amerikaanse film uit 2005 van Terry Gilliam. Het fictieve verhaal is geïnspireerd en gebaseerd op de gebroeders Grimm, twee beroemde sprookjesschrijvers uit de 19e eeuw. De film werd vertoond op het Filmfestival van Venetië.

## Verhaal
De film begint aan het einde van de 18e eeuw, wanneer Wilhelm en Jacob nog kinderen zijn. Hun zus ligt op sterven, maar het gezin is te arm om medicijnen te kopen. Jacob wordt er op uitgestuurd om de koe te verkopen. Als hij terugkomt, heeft hij in plaats van medicijnen magische bonen gekocht. De zuster sterft, waarop Wilhelm boos is op zijn broer omdat hij haar had kunnen redden.
Het verhaal gaat dan vijftien jaar vooruit, Jacob en Wilhelm betreden dan het door Fransen bezette Karlstadt. De molen net buiten de stad wordt bezeten door een geest, en Wilhelm en Jacob weten de geest te verdrijven en maken daarmee de plaatselijke bevolking blij, waardoor ze tot helden worden gemaakt. Maar al snel blijkt dat de twee dit alles in scène hebben gezet, ze belazeren de plaatselijke bewoners van dorpen en steden door heel Duitsland om zo roem en rijkdom te vergaren.
Nadat ze hun actie breeduit vieren in een herberg, worden ze opgepakt door Cavaldi, die hen naar een Franse generaal brengt genaamd Delatombe. Deze Delatombe dwingt de twee een mysterie op te lossen van negen meisjes, die verdwenen zijn uit het dorp Marbaden. De gebroeders moeten uitzoeken wie de dader is en komen er al snel achter dat dit niet gedaan is door oplichters zoals zijzelf. Er blijkt een echte onverklaarbare kracht achter de verdwijning van de meisjes te zitten, die leidt naar de mooie maar gevaarlijke Thuringer koningin, die het bloed van meisjes nodig heeft om zelf jong te kunnen blijven.
Eeuwen geleden onderwierp de koningin de plaatselijke bevolking om hun magie in bezit te krijgen, inclusief een spreuk die het eeuwige leven bevat. Een jaar later werd het plaatselijk koninkrijk belaagd door de pest en liet de koningin een hoge toren bouwen om de pest te ontlopen. Alle burgers inclusief de koning stierven en vergingen tot stof. De koningin dacht de pest te kunnen ontlopen, maar wist niet dat de pest gedragen werd door de wind. Zelf werd ze ook door de pest getroffen, maar dankzij een spreuk had ze het eeuwig leven. Haar lichaam begon wel weg te rotten, waardoor ze haar jeugdige uitstraling en schoonheid verloor. Haar schoonheid zag ze alleen nog maar in haar magische spiegel, waardoor haar leven een grote illusie was.
De koningin gebruikt haar magie op een mysterieuze wolfman, die haar twaalf jonge meisjes moet brengen, waarvan ze het bloed moet drinken om haar schoonheid terug te krijgen. De gebroeders Grimm moeten samen met de spoorzoeker Angelika en Mercurio Cavaldi het tot een einde brengen en de moorden stoppen.

## Rolverdeling
| Acteur          | Personage                  |
| --------------- | -------------------------- |
| Matt Damon      | Will Grimm                 |
| Heath Ledger    | Jake Grimm                 |
| Peter Stormare  | Mercurio Cavaldi           |
| Lena Headey     | Angelika                   |
| Jonathan Pryce  | Generaal Vavarin Delatombe |
| Monica Bellucci | Spiegelkoningin            |
| Laura Greenwood | Sasha                      |

## Achtergrond
De filmopnames gingen gepaard met veel pech en vertragingen, zoals het opbouwen van de set en onverwachte regenbuien. Scenario's werden ook regelmatig herschreven. De totale draaitijd werd bijna twee jaar en de film zou dan internationaal gaan draaien in de bioscoop rond november 2004. Maar door montageproblemen etc. werd de release weer uitgesteld.
Het verhaal over de koningin die bloed drinkt om jong te blijven lijkt gebaseerd op de legende van gravin Elisabeth Báthory. Deze vrouw zou vele meisjes en vrouwen hebben laten ombrengen en hun bloed hebben gedronken, ze dacht dat ze er onsterfelijk van werd. Ze wordt dan ook wel Gravin Dracula genoemd.

## Prijzen
- COFCA award - voor Beste bijrol (Ledger)